# Hacı Sûfi Burhâneddin Musa Bey
Hacı Sûfi Burhâneddin Musa Bey (Hadjdji Sufi Burhan al-Din Musa Beg) fou emir o beg (bey) de la dinastia dels Karaman-oğlu. Apareix com governant a Mut (Mersin), Turquia vers 1352 a 1356. El seu parentiu amb altres emirs de la dinastia és desconegut. El qualificatiu d'Hadjdji (el que ha fet la peregrinació) el relacionaria amb Pasha Musa Beg, mort el 1345.